# Elecciones generales de Austria de 1927
Las elecciones generales se llevaron a cabo en Austria el 24 de abril de 1927. El resultado fue una victoria para la Lista de la Unidad (Einheitsliste), una alianza del Partido Social Cristiano y el Partido Popular de la Gran Alemania, que obtuvo 85 de los 165 escaños. Sin embargo, esta coalición no dio como resultado un apoyo popular mayor que el obtenido por el CSP en solitario en las elecciones anteriores, perdiendo por el contrario votos a manos de la Landbund. La participación electoral fue del 89.3%.

## Resultados
| Partido                                             | Votos     | %    | Escaños | +/-   |
| --------------------------------------------------- | --------- | ---- | ------- | ----- |
| Lista de la Unidad (CS-GDVP)                        | 1,756,761 | 48.2 | 85      | –     |
| Partido Socialdemócrata de Austria                  | 1,539,635 | 42.3 | 71      | +3    |
| Landbund                                            | 230,157   | 6.3  | 9       | +4    |
| Udeverband - Asociación contra la Corrupción        | 35,471    | 1.0  | 0       | Nuevo |
| Bloque Nacional Socialista                          | 26,991    | 0.7  | 0       | Nuevo |
| Partido Comunista de Austria                        | 16,119    | 0.4  | 0       | 0     |
| Lista Democrática                                   | 15,112    | 0.4  | 0       | 0     |
| Partido Judío                                       | 10,845    | 0.3  | 0       | 0     |
| Partido de los Eslovenos Carintios                  | 9,334     | 0.3  | 0       | 0     |
| Partido Nacionalsocialista Obrero Alemán            | 779       | 0.0  | 0       | Nuevo |
| Partido de la Pequeña Empresa Austriaca             | 251       | 0.0  | 0       | Nuevo |
| Asociación de Ciudadanos Independientes             | 60        | 0.0  | 0       | Nuevo |
| Partido de Agricultores y Comerciantes de Todo Tipo | 11        | 0.0  | 0       | Nuevo |
| Votos nulos/en blanco                               | 35,907    | –    | –       | –     |
| Total                                               | 3,677,433 | 100  | 165     | 0     |
| Votos nulos/en blanco                               | 4,119,626 | 89.3 | –       | –     |
| Fuente: Nohlen & Stöver                             |           |      |         |       |